# Геннадий Авиен
Генна́дий Авие́н (лат. Gennadius Avienus, годы деятельности 450—460) — политический деятель Западной Римской империи, консул 450 года.

## Биография
Авиен принадлежал к старинному римскому роду, происходившему от консула 31 г. до н. э. Марка Валерия Мессалы Корвина. Был женат на Меллете, его сын Флавий Аниций Проб Фавст Юниор, консул 490 года, дочь — Стефания, вышла замуж за Цецину Деция Максима Василия.
Авиен был избран консулом в 450 году, вместе с императором Валентинианом III. В 452 году он был отправлен императором и Сенатом в качестве посла к царю гуннов Аттиле вместе с Тригецием и папой римским Львом I. Посольству удалось заключить мир с Аттилой.
Кроме консульской, Авиен занимал ещё несколько должностей, однако точных данных о них до нас не дошло. Сидоний Аполлинарий, посетивший Рим в 467 году, называет Авиена одним из двух самых влиятельных людей в Риме наряду с Флавием Цециной Децием Василием.